# Gli sdraiati
Pour plus de détails, voir Fiche technique et Distribution.
Gli sdraiati est une comédie dramatique italienne réalisée par Francesca Archibugi et sortie en 2017.

## Synopsis
Giorgio Selva est un célèbre journaliste de télévision et présentateur de l'émission Lettere all'Italia. Il a eu avec son ex-femme Livia un fils nommé Tito, qui passe la moitié de son temps avec son père et l'autre moitié avec sa mère. La relation entre le père et le fils est assez compliquée : Tito est un jeune homme de dix-sept ans qui passe ses journées avec ses amis de la « Banda dei froci » (litt. « bande de pédés ») et tente par tous les moyens d'éviter les attentions de son père, qui se font de plus en plus pressantes ; Giorgio, qui n'arrive pas à se remettre de sa rupture avec Livia, essaie de retrouver une relation sincère avec son fils, sans se rendre compte qu'avec son insistance, il éloigne Tito de lui-même. Giorgio entretient également de bonnes relations avec son beau-père Pinin, un chauffeur de taxi farceur avec lequel Tito s'entend bien.
Tout change lorsque Tito rencontre sa nouvelle camarade de classe, Alice, fille de Rosalba, ancienne domestique de la famille Selva et ex-maîtresse de Giorgio. Alice entretient également une relation conflictuelle avec sa mère, qui aimerait en savoir plus sur la vie de sa fille, mais elle se renferme sur elle-même, tout comme Tito. L'amour naît immédiatement entre les deux jeunes gens, ce qui entraînera divers problèmes dans la vie de Tito, qui voit bientôt se briser sa relation avec ses amis, qu'il néglige souvent pour être avec Alice. Mais Giorgio vivra également très mal cette relation, car il craint qu'Alice ne soit la fille qu'il a eue à l'époque où sa maîtresse était Rosalba.
Après une fête où les amis de Tito, et en particulier Lombo, font tout pour qu'Alice se sente exclue de leur groupe, elle quitte Tito et celui-ci accuse Lombo d'être à l'origine de la rupture, brisant ainsi leur amitié. Le lendemain, Tito aperçoit Alice à l'école en train de parler à un autre garçon puis de s'en aller. Pour les suivre, il monte sur le toit de l'école, mais il glisse et tombe dans la cour, se cassant la jambe. Transporté d'urgence à l'hôpital, il se dispute à nouveau avec son père, en raison de ses instincts surprotecteurs à l'égard de son fils. Giorgio, à cause de cette dispute, tombe malade, mais se rétablit soudainement lorsqu'il apprend la rupture entre son fils et Alice, croyant que les problèmes liés à sa relation avec Rosalba ont disparu.
Peu de temps après, Giorgio convainc Tito d'entreprendre ensemble une psychothérapie pour tenter de résoudre leurs conflits. Le fils accepte et, à cause des questions du psychologue, les problèmes entre les deux sont mis au jour. Entre-temps, Alice pardonne à Tito et reprend leur relation, tandis que le père apprend de Rosalba qu'Alice a été conçue pendant la période où elle se prostituait dans un hôtel, ce qui dissipe les doutes sur sa paternité.
À la suite d'un pari perdu, Tito se rend dans l'endroit qu'il déteste le plus au monde, la maison de son père en Ligurie. Ils partent ensemble en excursion, ce qui leur permet de se confronter et de retrouver leur relation : Tito accepte la présence de son père dans sa vie et Giorgio permet à son fils de voler de ses propres ailes.

## Fiche technique
- Titre original italien : Gli sdraiati[1]
- Réalisation : Francesca Archibugi
- Scenario : Francesca Archibugi, Francesco Piccolo
- Photographie : Kika Ungaro
- Montage : Esmeralda Calabria
- Musique : Battista Lena
- Décors : Sandro Vannucci
- Costumes : Bettina Pontiggia
- Production : Fabrizio Donvito, Benedetto Habib, Marco Cohen
- Société de production : Indiana Production, Rai Cinema avec la contribution du Ministère de la Culture (MiBACT)
- Pays de production :  Italie
- Langue originale : Italien
- Format : Couleurs par Telecolor - Son mono - 35 mm
- Durée : 99 minutes
- Genre : Comédie à l'italienne
- Date de sortie :
  - Italie : 6 novembre 1987

## Distribution
- Claudio Bisio : Giorgio Selva
- Gaddo Bacchini : Tito Selva
- Ilaria Brusadelli : Alice Bendidio
- Cochi Ponzoni : Pinin Innocenti
- Antonia Truppo : Rosalba Bendidio
- Barbara Ronchi : Annalisa
- Matteo Oscar Giuggioli : Lombo
- Gigio Alberti : Gianni
- Federica Fracassi : Carla
- Donatella Finocchiaro : Présidente Barenghi
- Sandra Ceccarelli : Livia Innocenti
- Carla Chiarelli : Elena
- Giancarlo Dettori : le psychanalyste

## Bande originale
La bande originale du film a été composée par Battista Lena. La chanson Redemption Song de Bob Marley a été utilisée pour la bande-annonce.
| No  | Titre                        | Auteur        | Durée |
| --- | ---------------------------- | ------------- | ----- |
| 1.  | Titoli di testa              | Battista Lena | 3:23  |
| 2.  | Annalisa                     | Battista Lena | 1:52  |
| 3.  | Giambellino                  | Battista Lena | 2:02  |
| 4.  | Giorgio Racconta             | Battista Lena | 2:50  |
| 5.  | Alice e Tito                 | Battista Lena | 0:58  |
| 6.  | Al Colle Della Nasca         | Battista Lena | 6:34  |
| 7.  | Arrivo in stazione           | Battista Lena | 1:03  |
| 8.  | Lettere all'Italia           | Battista Lena | 0:57  |
| 9.  | Pinin                        | Battista Lena | 3:49  |
| 10. | Arco della Pace              | Battista Lena | 2:21  |
| 11. | Giorgio da Rosalba           | Battista Lena | 2:31  |
| 12. | Gli alleli non coincidono    | Battista Lena | 1:13  |
| 13. | Alice chi?                   | Battista Lena | 3:28  |
| 14. | Gli sdraiati - Piano Version | Battista Lena | 2:38  |
| 15. | Gli sdraiati                 | Battista Lena | 3:54  |